# Spółdzielnia ogrodniczo-pszczelarska
Treść tego artykułu od 2022-04 należy opracować w taki sposób, aby nie uwypuklała nadmiernie polskiej specyfiki / aby nie zawężała się tylko do polskich warunków
 Po wyeliminowaniu niedoskonałości należy usunąć szablon [[Szablon:Dopracować|]] z tego artykułu.
Spółdzielnia ogrodniczo-pszczelarska – forma spółdzielczości rolniczej zrzeszającej producentów owoców, warzyw, kwiatów i produktów pszczelarskich. Spółdzielnia prowadziła skup, zbyt oraz przetwórstwo produktów, oraz organizowała współpracę członków w zakresie specjalizacji ogrodniczej, warzywnej i pszczelarskiej.
W Polsce spółdzielczość ogrodniczo-pszczelarską charakteryzowała się specyfiką, wynikające z kształtowania swoich form działalności pod różnymi zaborami. Dopiero po odzyskaniu niepodległości kraju powstały warunki prawno-organizacyjne do integracji spółdzielczości ogrodniczej ze spółdzielczością pszczelarską.

## Początki działalności spółdzielczości ogrodniczo-pszczelarskiej
Współpraca producentów owoców i warzyw oraz pszczelarzy na ziemiach polskich rozpoczęła się pod koniec XIX wieku. W 1884 r. we Lwowie powstała Galicyjska Spółka Miodowa, a dwa lata później w Warszawie zorganizowano Warszawską Spółkę Owocową. Przed I wojną światową funkcjonowało około 37 spółdzielni oraz spółek ogrodniczych i pszczelarskich.
W latach 1944–1949 powstało w kraju ogółem 152 spółdzielni zrzeszających 37,5 tys. członków. Pod koniec 1949 r. spółdzielnie posiadały 580 punktów skupu, 600 punktów sprzedaży detalicznej oraz 111 przetwórni owocowo-warzywnych.
Na początku 1950 r. działalność spółdzielni ogrodniczo-pszczelarskich została przejęta przez państwowe przedsiębiorstwa skupu owoców i warzyw.
W 1957 r. powrócono do idei spółdzielczej, która pozwoliła na reaktywowanie dotychczas upaństwowionych jednostek organizacyjnych. Opracowano statut mówiąca o tym, że spółdzielnia jest dobrowolnym i samorządnym zrzeszeniem osób, która prowadzi działalność gospodarczo-społeczną. W 1961 r. do statutu spółdzielni ogrodniczo-pszczelarskiej włączono dodatkowe elementy:
- sprawy intensyfikacji rozwoju produkcji ogrodniczej;
- fachowy instruktaż służby rolnej;
- masowe szkolenie producentów;
- objęcie podstawowych upraw ogrodniczych kontraktacją;
- zwiększenie poziomu zaopatrzenia producentów w środki produkcji;
- zwiększenie kredytowania producentów.

W 1961 r. istniało 138 spółdzielni ogrodniczo-pszczelarskich, w tym 135 spółdzielni rejonowych działających na terenie jednego bądź więcej powiatów, oraz 3 okręgowe spółdzielnie obejmujące teren 4–7 województw. Liczba członków spółdzielni wynosiła 200 tys. osób, w tym 2 tys. członków będących osobami prawnymi (PGR, RSP, kółka rolnicze i inne organizacje).

## Członkostwo w spółdzielni ogrodniczo-pszczelarskiej
Członkami spółdzielni mogły być osoby fizyczne posiadające pełną zdolność do działań prawnych (ukończone 18 lat) i zajmowały się sadownictwem, warzywnictwem, pszczelarstwem, kwiaciarstwem, uprawą pieczarek na terenie działalności spółdzielni. Członkami mogli być także konsumenci, działacze spółdzielczości i pracownicy spółdzielni. Przystępujący do spółdzielni członek podpisywał deklarację członkowską, którą akceptował zarząd spółdzielni.

### Prawa członków spółdzielni ogrodniczo-pszczelarskiej
Członkowie spółdzielni ogrodniczo-pszczelarskiej mieli prawo:
- brać udział bezpośredni, z głosem decydującym, w zebraniach rejonowych,
- wybierać i być wybieranym do organów spółdzielni,
- korzystać z prawa pierwszeństwa zawierania umów kontraktacyjnych i handlowych,
- zbytu swoich towarów odpowiadających wymogom handlowym,
- zaopatrywania się w spółdzielni w środki do produkcji ogrodniczej,
- korzystania z urządzeń i usług spółdzielni,
- korzystania z pomocy spółdzielni w zakresie prowadzenia produkcji ogrodniczej i hodowli pszczół,
- żądać bieżących informacji o działalności spółdzielni, jej wynikach oraz zamierzeniach,
- zgłaszać wnioski w sprawie działalności spółdzielni,
- decydować w sprawach spółdzielni zgodnie z jej statutem,
- uczestniczyć w podziale nadwyżki bilansowej spółdzielni.

### Obowiązki członków spółdzielni ogrodniczo-pszczelarskiej
Członkowie spółdzielni ogrodniczo-pszczelarskiej zobowiązani byli do:
- wpłacania zadeklarowanych udziałów stosownie do przepisów statutu oraz wpisowego w wysokości ustalonej przez walne zgromadzenie przedstawicieli,
- popierania działalności spółdzielni oraz stosowania się do przepisów statutu, regulaminów i uchwał władz spółdzielni,
- zbywanie swojej produkcji oraz zaopatrywania swojego gospodarstwa za pośrednictwem spółdzielni w środki do produkcji,
- troszczenia się o dobro spółdzielni, jej rozwój, dbanie o poszanowanie i pomnażanie jej majątku, walki z przejawami marnotrawstwa i niegospodarności,
- uczestniczenia w pokrywaniu jej strat do wysokości zdeklarowanego udziału.

## Zmiany organizacyjne w spółdzielczości ogrodniczo-pszczelarskiej
W 1976 r. nastąpiła integracja spółdzielni ogrodniczo-pszczelarskiej, spółdzielczości mleczarskiej oraz spółdzielczości zaopatrzenia i zbytu w jedną jednostkę organizacyjną – Centralny Związek Spółdzielni Rolniczych. W 1980 r. nastąpiło rozdzielenie tej spółdzielczości na samodzielne związki.
Ustawą z 1990 r. o zmianach w organizacji i działalności spółdzielczości związek spółdzielni ogrodniczo-pszczelarski przeszedł w stan likwidacji.
Po pozbawieniu spółdzielni ogrodniczo-pszczelarskiej związku spółdzielczego, jako organu wspierającego działalność członków, spółdzielnie nadal funkcjonują w zmienionej formie i w oparciu o własne, wypracowane statuty. Jednym z kierunków zmian było rozszerzenie działalności o nowe dziedziny produkcji. Powstawały nowe miejsca sprzedaży (sklepy, stoiska) oraz punkty skupu produktów rolnych. Spółdzielnie ogrodnicze podjęły sprzedaż materiału szkółkarskiego (drzewa, krzewy) pochodzącego z kwalifikowanych szkółek. Spółdzielnie pszczelarskie zaopatrują swoich członków w nowoczesny sprzęt oraz zajmują się przetwórstwem miodu, uzyskując nowe jakościowo produkty (propolis, pyłek pszczeli, wosk pszczeli).
Spółdzielnie ogrodniczo-pszczelarskie dostosowały swoją działalność do wymogów Unii Europejskiej. Wprowadziły nowoczesne sposoby zarządzanie majątkiem trwałym, finansami a także zasobami ludzkimi. 